# Al-Sijzi
Abu Sa'id Ahmed ibn Mohammed ibn Abd al-Jalil al-Sijzi (c. 945-c. 1020), también conocido como al-Sinjari o al-Sijazi; en persa: ابوسعید سجزی‎; Al-Sijzi es el diminutivo de «Al-Sijistani», fue un astrónomo, matemático y astrólogo persa. Es conocido por su correspondencia con Al-Biruni y por proponer que la Tierra gira alrededor de su eje en el siglo X.
Dedicó su trabajo a Adud al-Dawla, probablemente su patrón, y al príncipe de Balj. También trabajó en Shiraz haciendo observaciones astronómicas de 969 a 970.

## Matemáticas

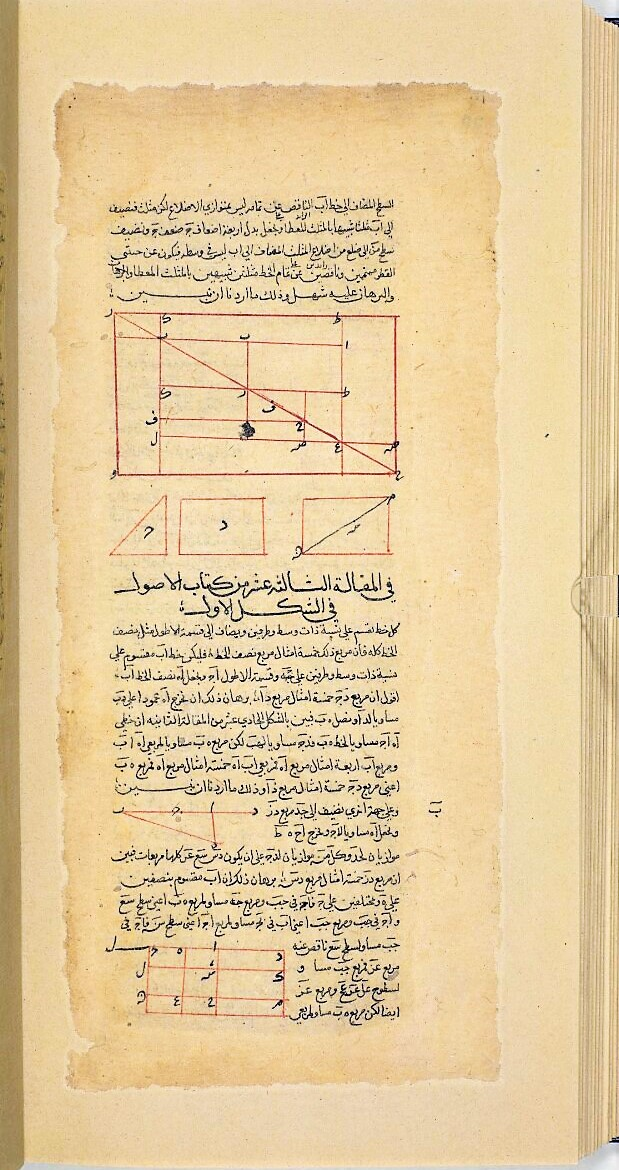
Una página del tratado geométrico de Al-Sijzi.

Al-Sijzi estudió las intersecciones de secciones cónicas y círculos. Sustituyó la antigua trisección cinemática de un ángulo por una solución puramente geométrica (intersección de un círculo y una hipérbola equilátera).

## Rotación de la Tierra
Al-Biruni nos dice que Al-Sijzi inventó un astrolabio, llamado «al-zūraqī», cuyo diseño se basó en la idea de la rotación de la Tierra:

He visto el astrolabio llamado al-zūraqī inventado por Abu Sa'id Sijzi. Me gustó mucho y lo elogié mucho, ya que se basa en la idea entretenida por algunos en el sentido de que el movimiento que vemos es debido al movimiento de la Tierra y no a la del cielo. Por mi vida, es un problema difícil de solución y refutación. [...] Porque es lo mismo si tomas en cuenta que la Tierra está en movimiento o en el cielo. Porque, en ambos casos, no afecta a la ciencia astronómica. Es solo para el físico para ver si es posible refutarlo.

Al-Biruni también se refirió a Al-Sijzi como un destacado astrónomo que defendió la teoría de que la tierra gira en al-Qānūn al-Mas'ūdī.
El hecho de que algunas personas creyeran que la Tierra se está moviendo en su propio eje es confirmado por una referencia del siglo XIII que dice:

De acuerdo con los geómetras (muhandisīn), la Tierra está en movimiento circular constante, y lo que parece ser el movimiento de los cielos es en realidad debido al movimiento de la Tierra y no a las estrellas.